# Leopold Pollak (malíř)

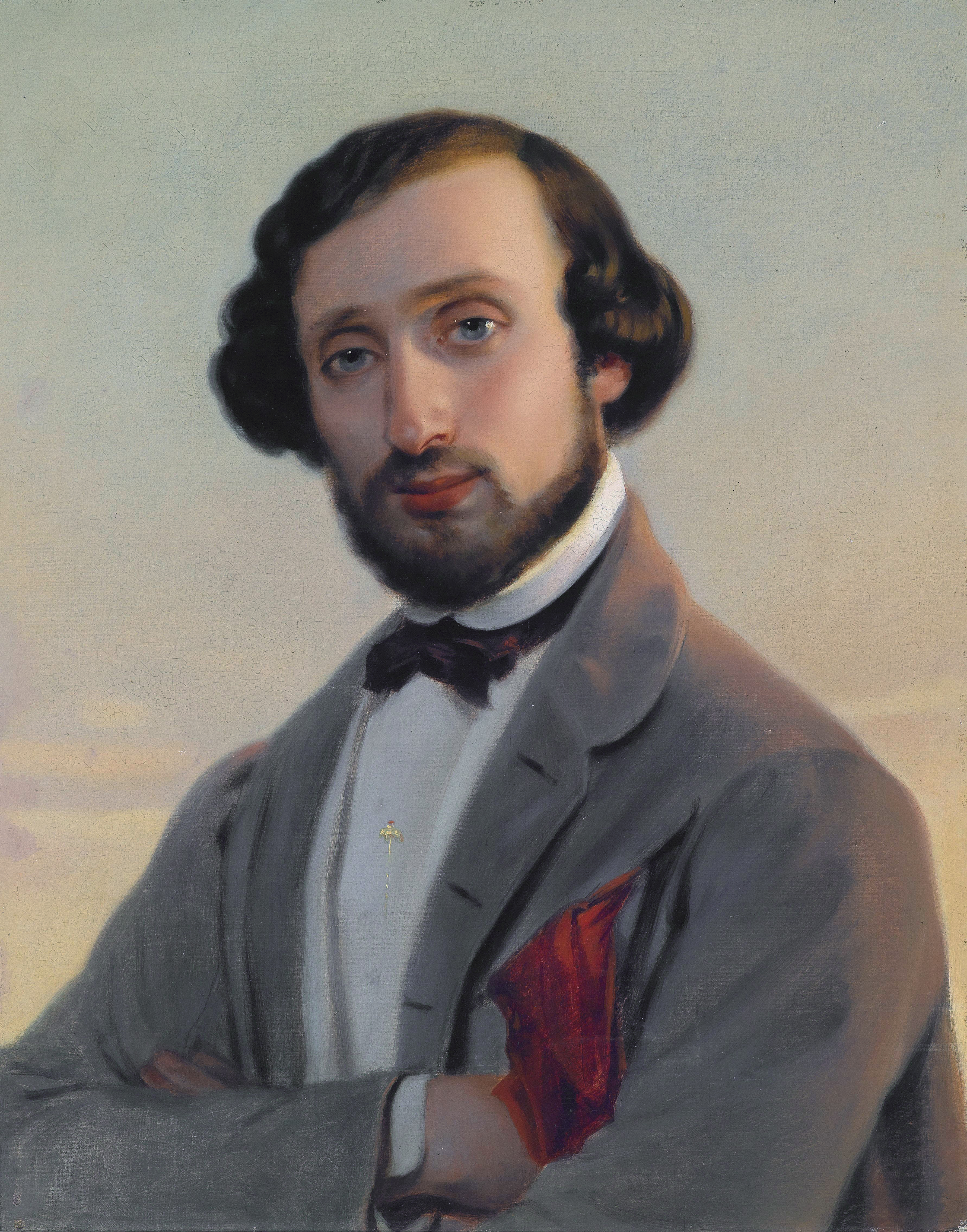
August Frankl von Hochwart: Portrét Leopolda Pollaka

Leopold Pollak, (8. listopadu 1806 Lodenice – 16. října 1880 Řím) byl původem český malíř, působící v Itálii.

## Život
Narodil se v rodině obchodník a továrníka Josefa Jáchyma Pollaka (1776–1871) a jeho ženy Barbory (*1776). Měl tři bratry a čtyři sestry.
V letech 1819–1824 studoval malířství na pražské, poté na vídeňské Akademii. S podporou zámožné rodiny přesídlil v roce 1831 do Říma, kde z počátku žil ve skromných poměrech. S výjimkou cest do Rakouska, Itálie a Francie, žil v Římě do konce života.
Ve 40. letech 19. století začal dosahovat úspěchů, které vyvrcholily návštěvami Ludvíka Bavorského a portugalského krále v jeho ateliéru v roce 1855.
Zemřel v Římě.

### Rodinný život
Byl ženat s Angelou, rozenou Barosciniovou, se kterou měl šest synů, narozených v letech 1852–1870. S jejich matkou se oženil v Římě po narození synů, které dodatečně legitimizoval. Jeho syn August Pollak se stal též malířem.

## Dílo
Patřil mezi početné německé malíře působící v 19. století v Římě, byl spoluzakladatelem jejich uměleckého římského spolku Deutscher Künstelerverein. Protože byl židovského původu, nezapojil se do okruhu tzv. nazarenistů. Idylickými tématy z italského venkova navázal Leopold Pollak na dílo německého malíře Augusta Riedela (1799–1883). Ve své době patřil k předním představitelům žánrové malby.

## Galerie

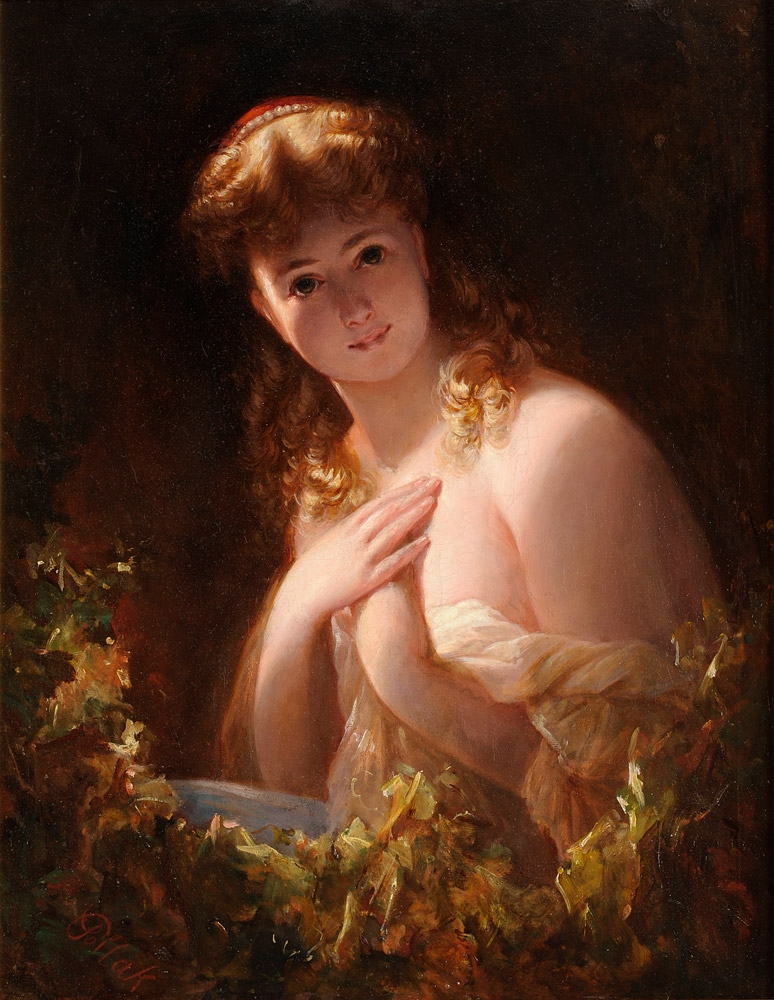
Leopold Pollak: Po koupeli
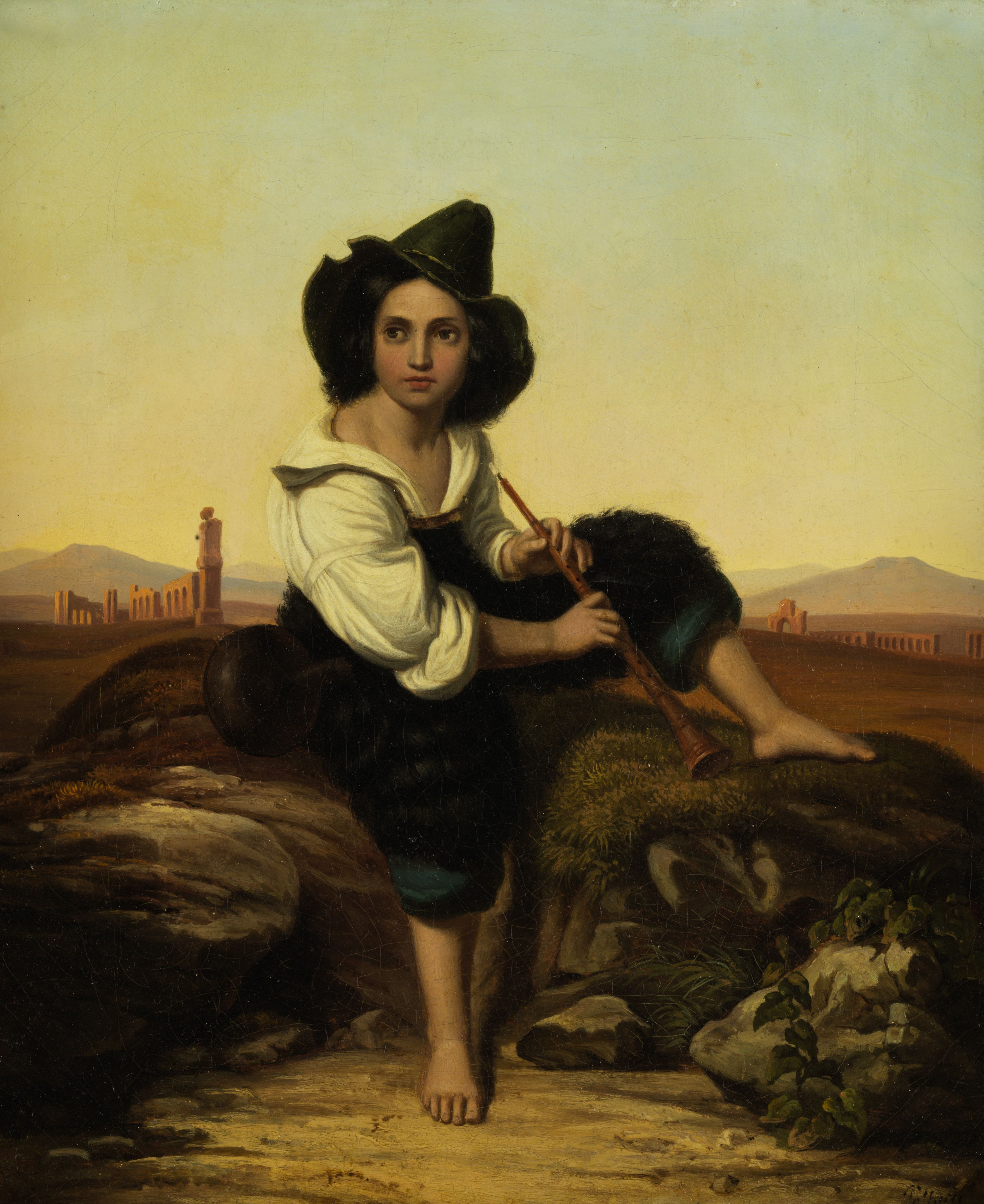
Leopold Pollak: Italský pasáček hrající na píšťalu (1857)
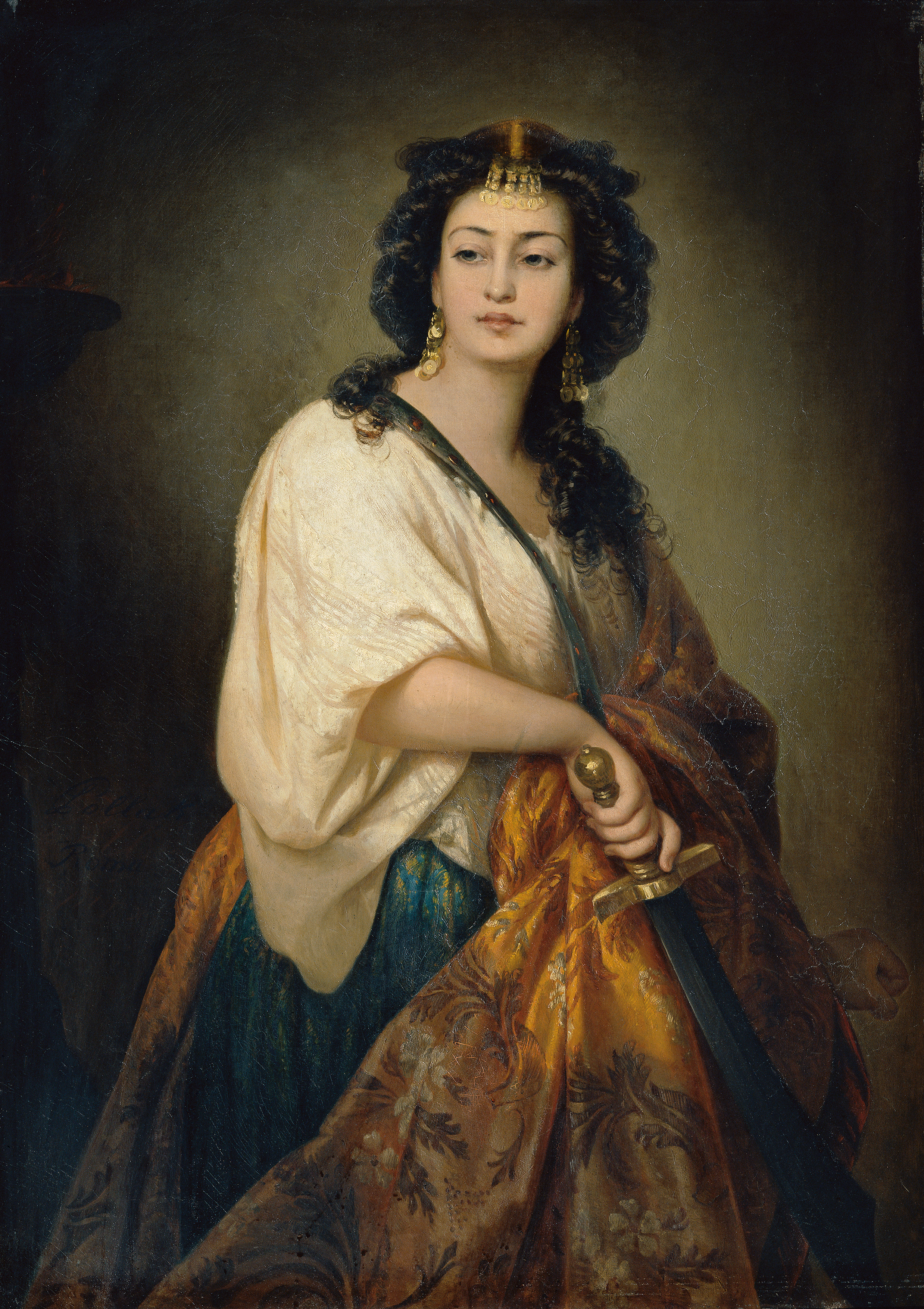
Leopold Pollak: Judita (Kunsthistorisches Museum Vídeň)
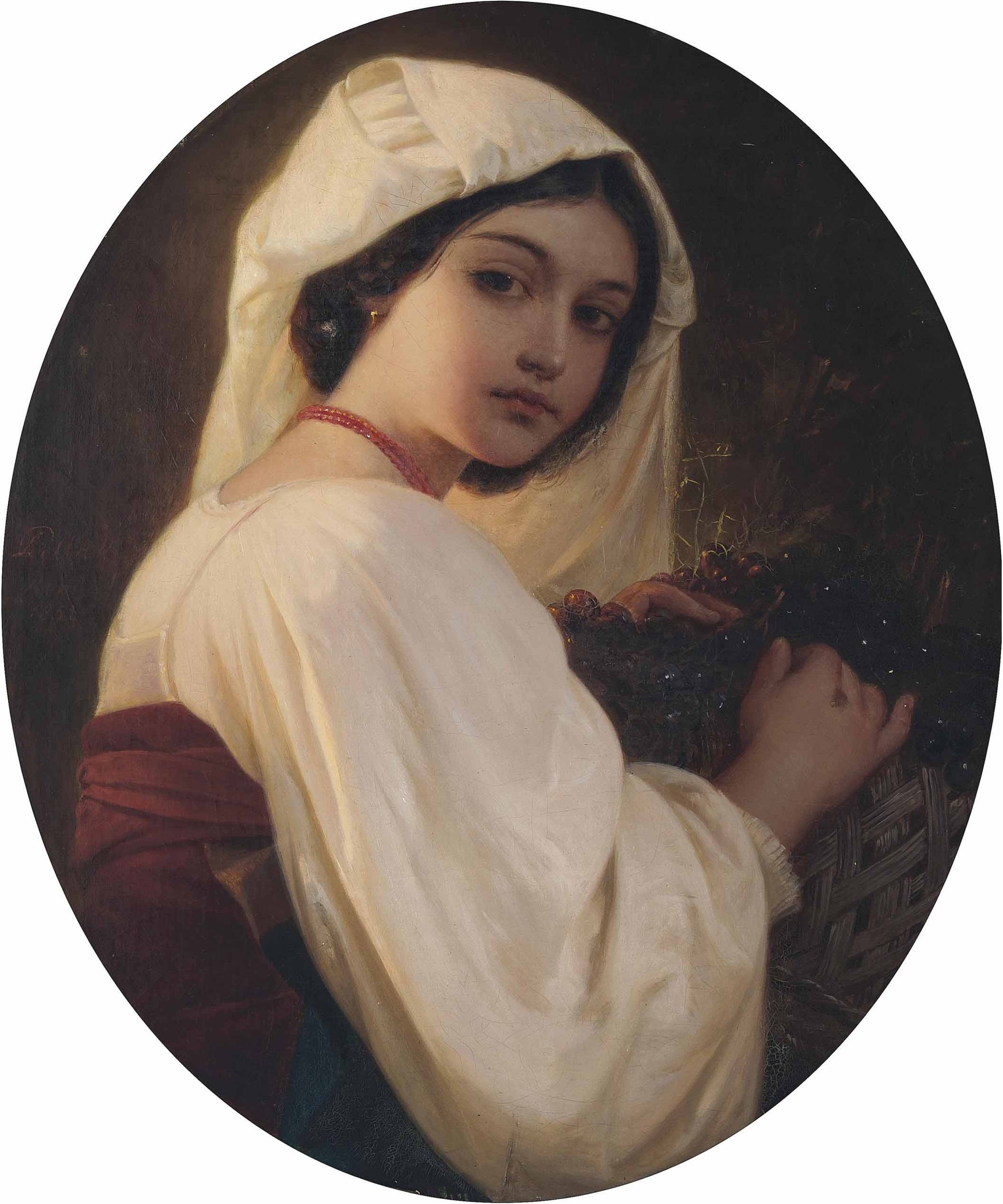
Leopold Pollak: Sběračka hroznů (1852)
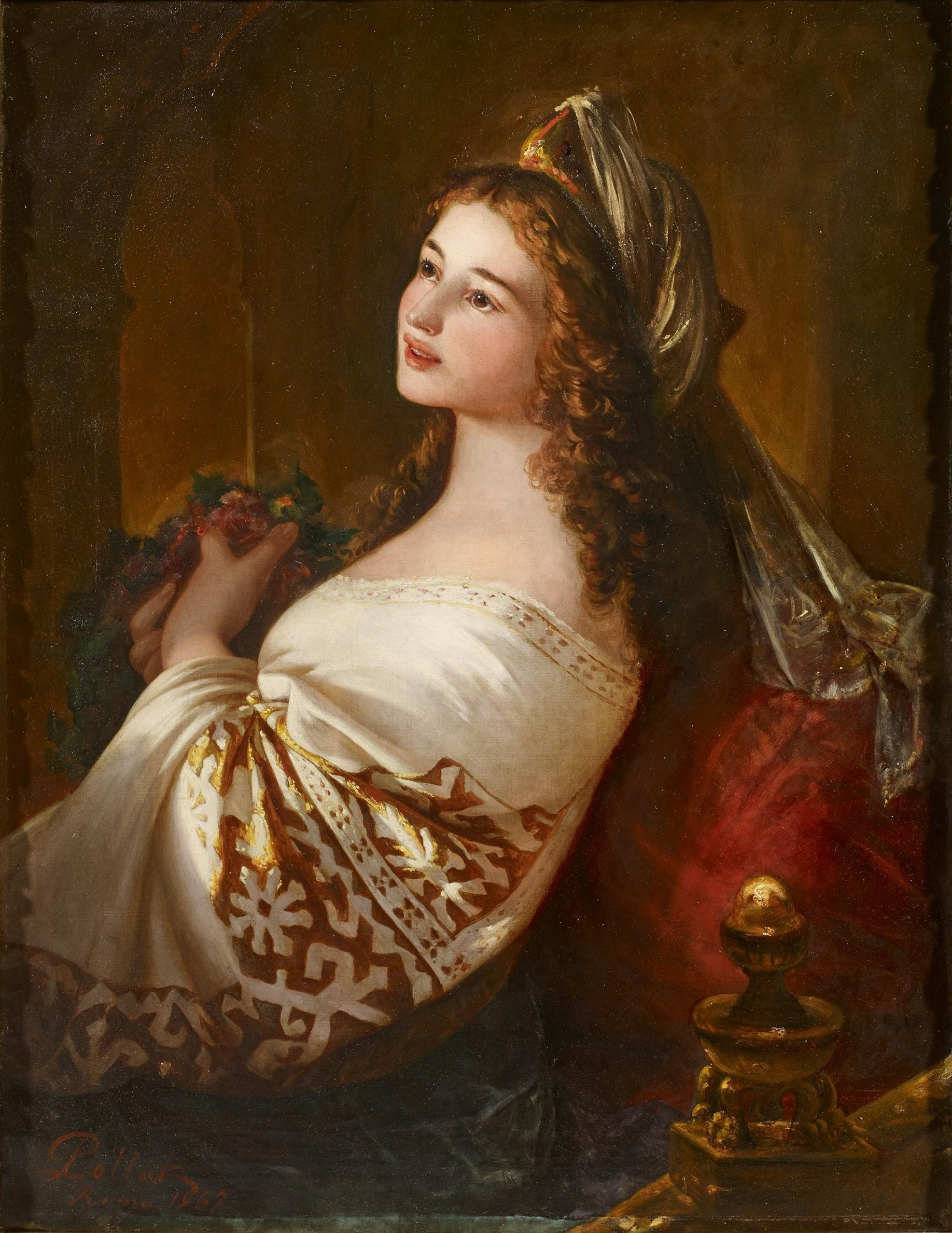
Leopold Pollak: Mladá Ruska v tradičním obleku (1867)